# Tal Ben Chajim (1989)
Tal Ben Chajim (hebrejsky טל בן-חיים‎; 5. srpna 1989, Kfar Saba, Izrael), je izraelský fotbalový útočník a reprezentant, bývalý hráč klubu AC Sparta Praha, kam přestoupil z izraelského týmu Maccabi Tel Aviv za 2,9 milionu eur, což tehdy historicky nejdražší přestup v historii českého fotbalu (později ho překonali jen Peter Olayinka a dvakrát Nicolae Stanciu). Dne 18. června 2020 se se Spartou dohodl na ukončení spolupráce a přesunul se zpátky do izraelského Maccabi.
Během zápasu mezi Spartou a Libercem v rámci 3. kola HET ligy, dne 13. srpna 2017, byl Ben Chajim údajně verbálně napaden kapitánem Slovanu Vladimírem Coufalem antisemitskými nadávkami, dehonestujícími jeho židovský původ. Ben Chajim několik dní po tomto zápase dostal od disciplinární komise pokutu patnáct tisíc Kč za to, že měl údajně v reakci na to kopancem poškodit dveře na stadionu.
Jeho fotbalovým vzorem je Thierry Henry.

## Klubová kariéra
Ben Chajim hrál v Izraeli za 3 týmy – Maccabi Petah Tikva, Hapoel Tel Aviv a Maccabi Tel Aviv.

### AC Sparta Praha
V létě 2017 podepsal s pražskou Spartou smlouvu za 2,9 milionu eur, což z něj udělalo nejdražšího hráče v historii české ligy. Ve své první sezoně odehrál napříč všemi soutěžemi 21 zápasů (18 v lize, 2 v kvalifikaci Evropské ligy a 1 v poháru), ale nepodařilo se mu vstřelit gól, pouze třikrát asistoval. Střelecky se mu dařilo akorát v zimní přípravě, když vstřelil 6 gólů a byl nejlepším střelcem týmu. V úvodu sezony 2018/19 si vážně poranil koleno. Rekonvalescence zabrala více než 400 dnů, do hry se zapojil až 1. září 2019, když odehrál první poločas za „B“ tým Sparty v utkání 4. kola ČFL proti Sokolu Hostouň. V utkání si připsal 2 góly a 2 asistence. Dne 18. června 2020 Sparta Praha po domluvě obou stran ukončila izraelskému hráči smlouvu.
| Gól                                              | Datum      | Soutěž (kolo) | Zápas                               | Skóre (minuta) | Výsledek |
| ------------------------------------------------ | ---------- | ------------- | ----------------------------------- | -------------- | -------- |
| (1)                                              | 1. 9. 2019 | ČFL (4.)      | AC Sparta Praha „B“ – Sokol Hostouň | 1:00(2.)       | 6:1      |
| (2)                                              | 1. 9. 2019 | ČFL (4.)      | AC Sparta Praha „B“ – Sokol Hostouň | 2:00(6.)       | 6:1      |
| Celkem za AC Sparta Praha – 0; za Sparta „B“ – 2 |            |               |                                     |                |          |

## Reprezentační kariéra
Nastupoval za izraelské mládežnické reprezentace U19 a U21.
V A-mužstvu Izraele debutoval 29. 3. 2011 v kvalifikačním zápase v Tel Avivu proti reprezentaci Gruzie, ve kterém vítězným gólem zařídil výhru 1:0.